# كايل نيلسون
كايل نيلسون (بالإنجليزية: Kyle Nelson) هو لاعب كرة قدم أمريكية أمريكي، ولد في 3 أكتوبر 1986 في نورمان في الولايات المتحدة.

## وصلات خارجية
- كايل نيلسون على موقع مرجع كرة القدم المحترفة.كوم (الإنجليزية)